# Piotrków Pierwszy

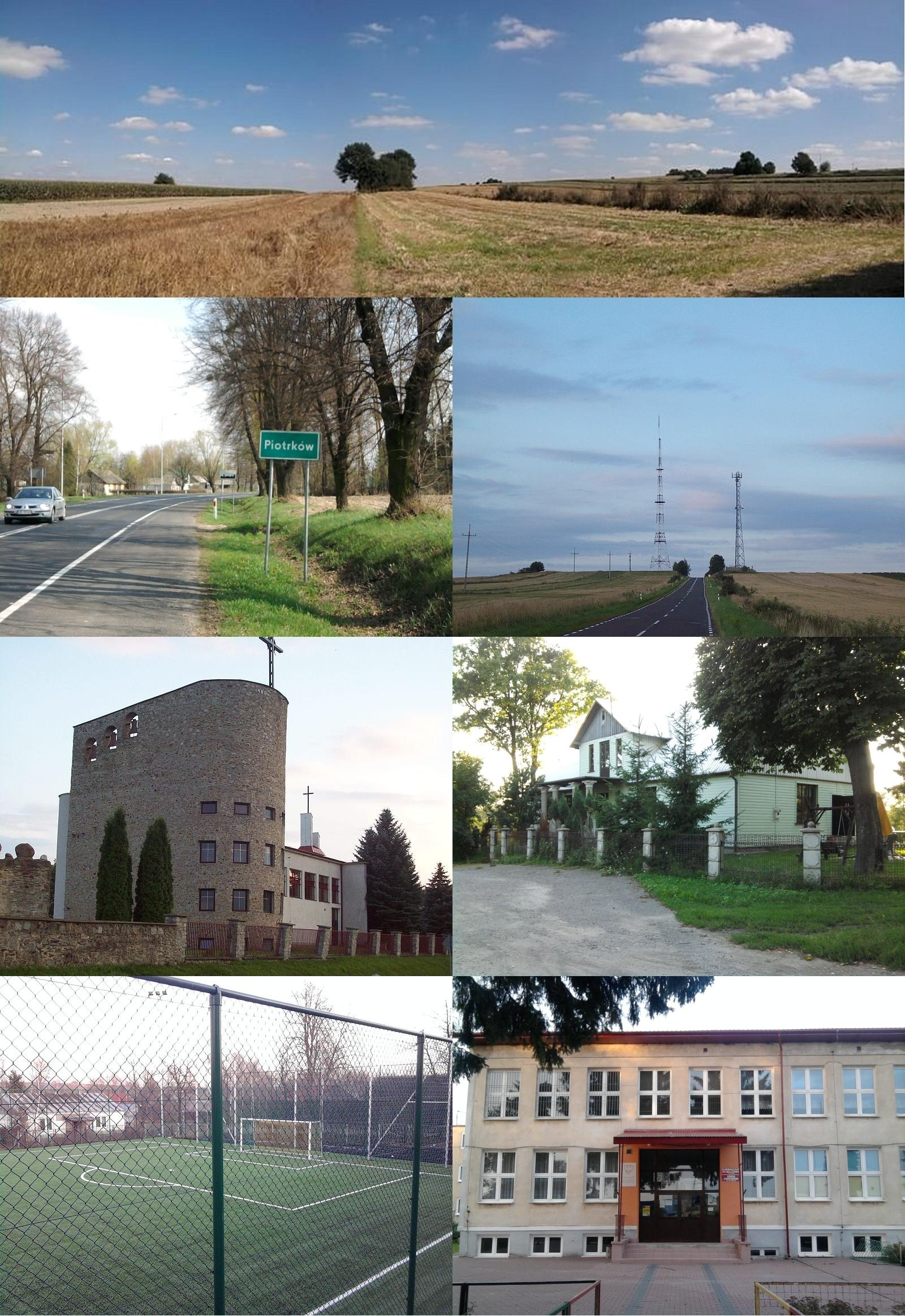
Ansichten von Piotrków Pierwszy

Piotrków Pierwszy ist ein Dorf im Osten Polens mit etwa 850 Einwohnern. Es ist ein Teil der Gemeinde Jabłonna, Powiat Lubelski, in der Woiwodschaft Lublin.

## Geographische Lage
Der Ort liegt etwa zwanzig Kilometer südöstlich von Lublin am Kreuzungspunkt der Wojewodschaftsstraßen 835 und 836. Bis auf wenige Waldgebiete befinden sich um den Ort ausschließlich landwirtschaftlich genutzte Flächen. Die umliegenden Orte sind Piotrków Drugi, einen Kilometer nördlich gelegen, Chmiel Drugi vier Kilometer im Nordosten, Boży Dar fünf Kilometer im Süden, Osowa drei Kilometer im Westen und Osowa-Kolonia zwei Kilometer im Südwesten.

## Einrichtungen
Neben der Kirche Christus, der Gute Hirte gibt es das Gemeindekulturzentrum, eine öffentliche Grundschule sowie einen öffentlichen Kindergarten. Ferner existiert ein Sportclub Klub Sportowy PLKS („Piotrovica“) und die Freiwillige Feuerwehr.